# Karl-May-Museum
Das Karl-May-Museum in Radebeul ist ein Museum über Leben und Wirken des Schriftstellers Karl May. Es befindet sich an seinem letzten Wohnsitz, in der Villa Shatterhand (Karl-May-Straße 5).

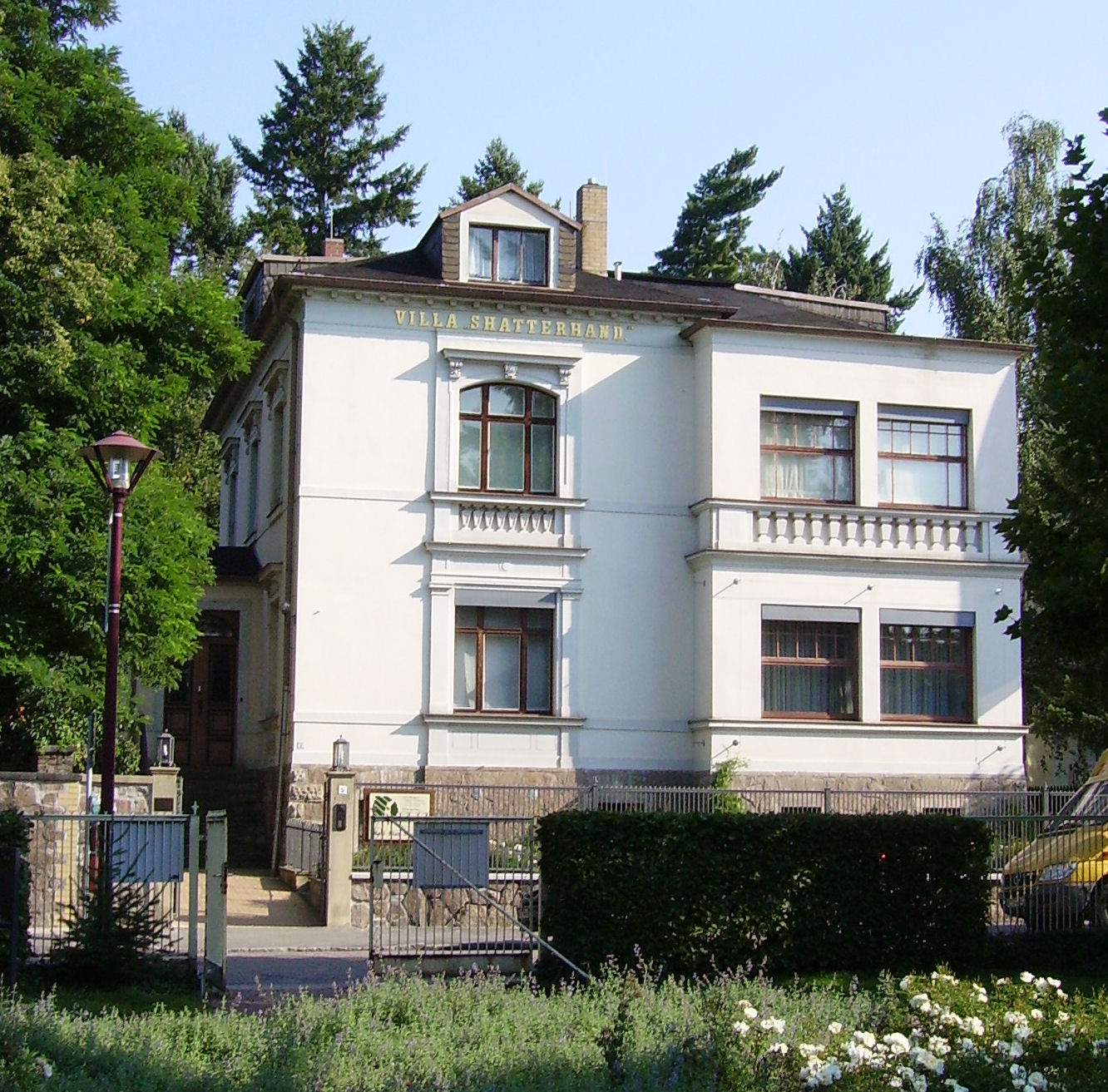
Villa „Shatterhand“

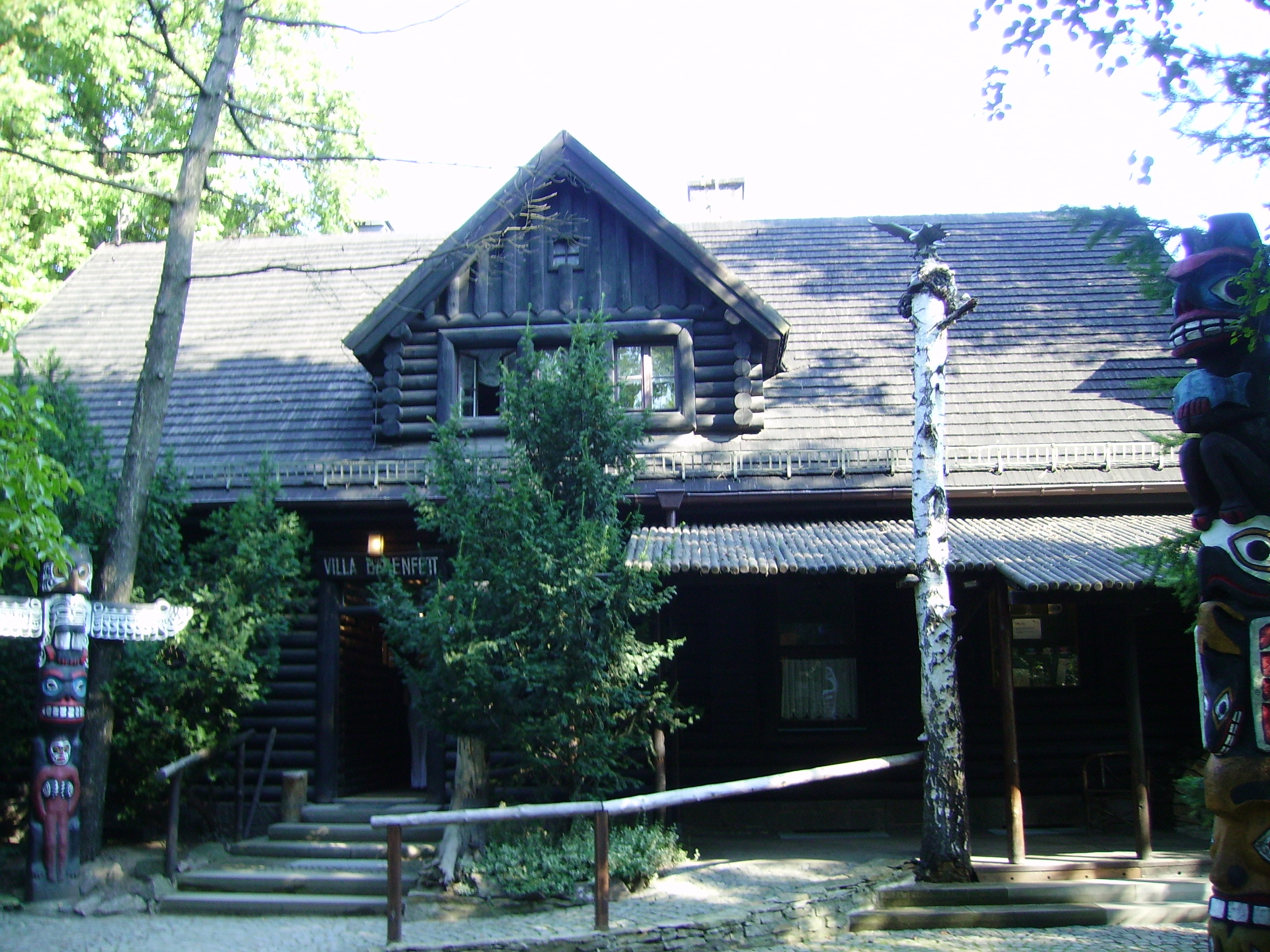
„Villa Bärenfett“

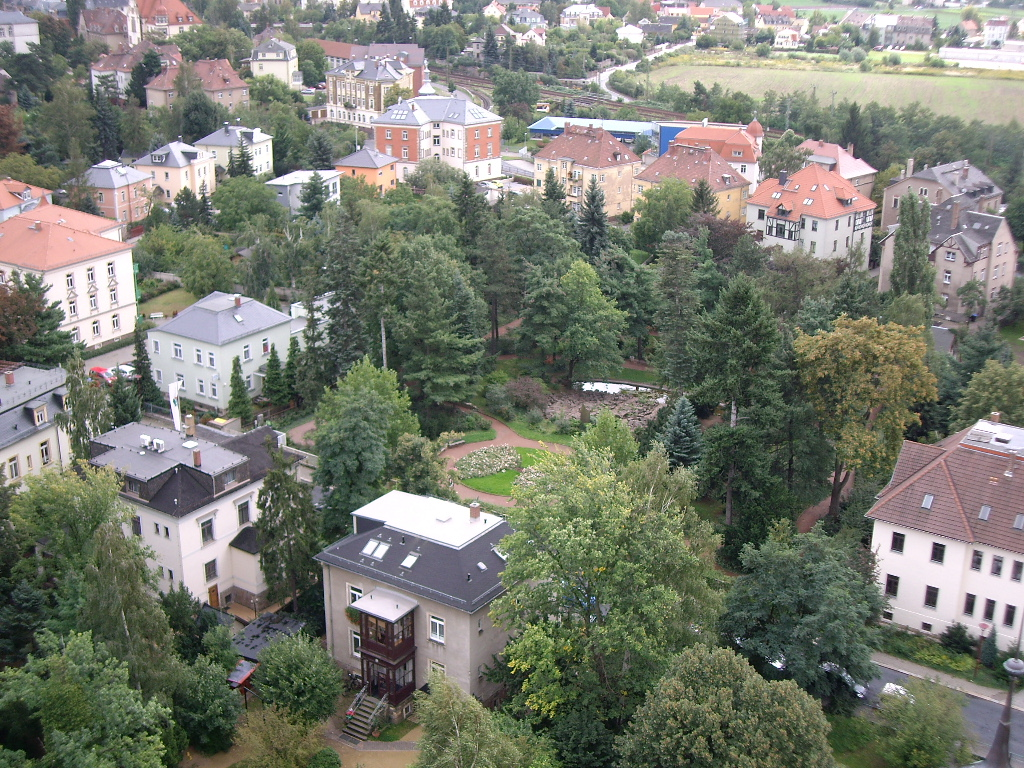
Karl-May-Hain und Villa „Shatterhand“, vom Turm der Lutherkirche aus

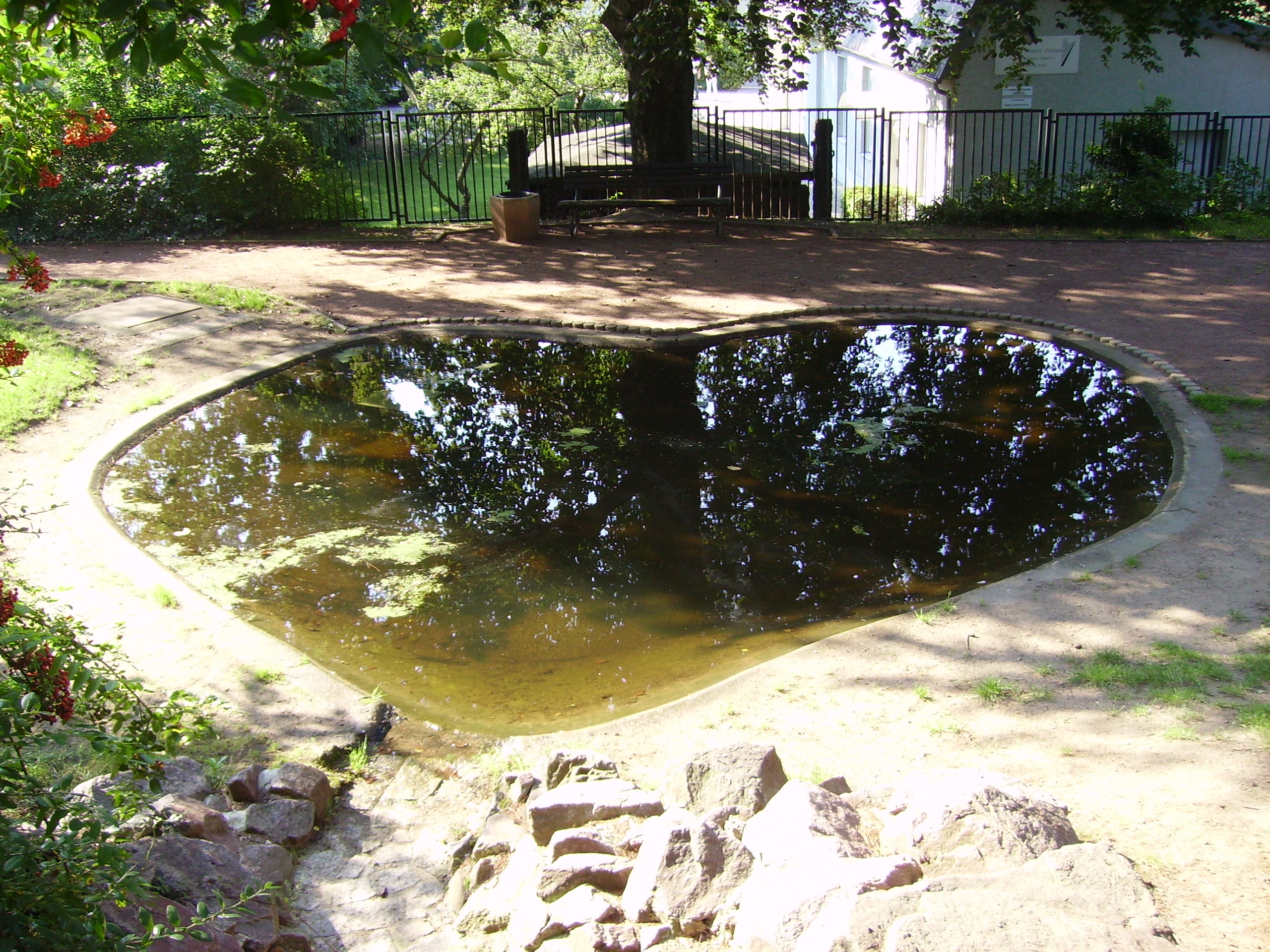
Herzsee im Karl-May-Hain

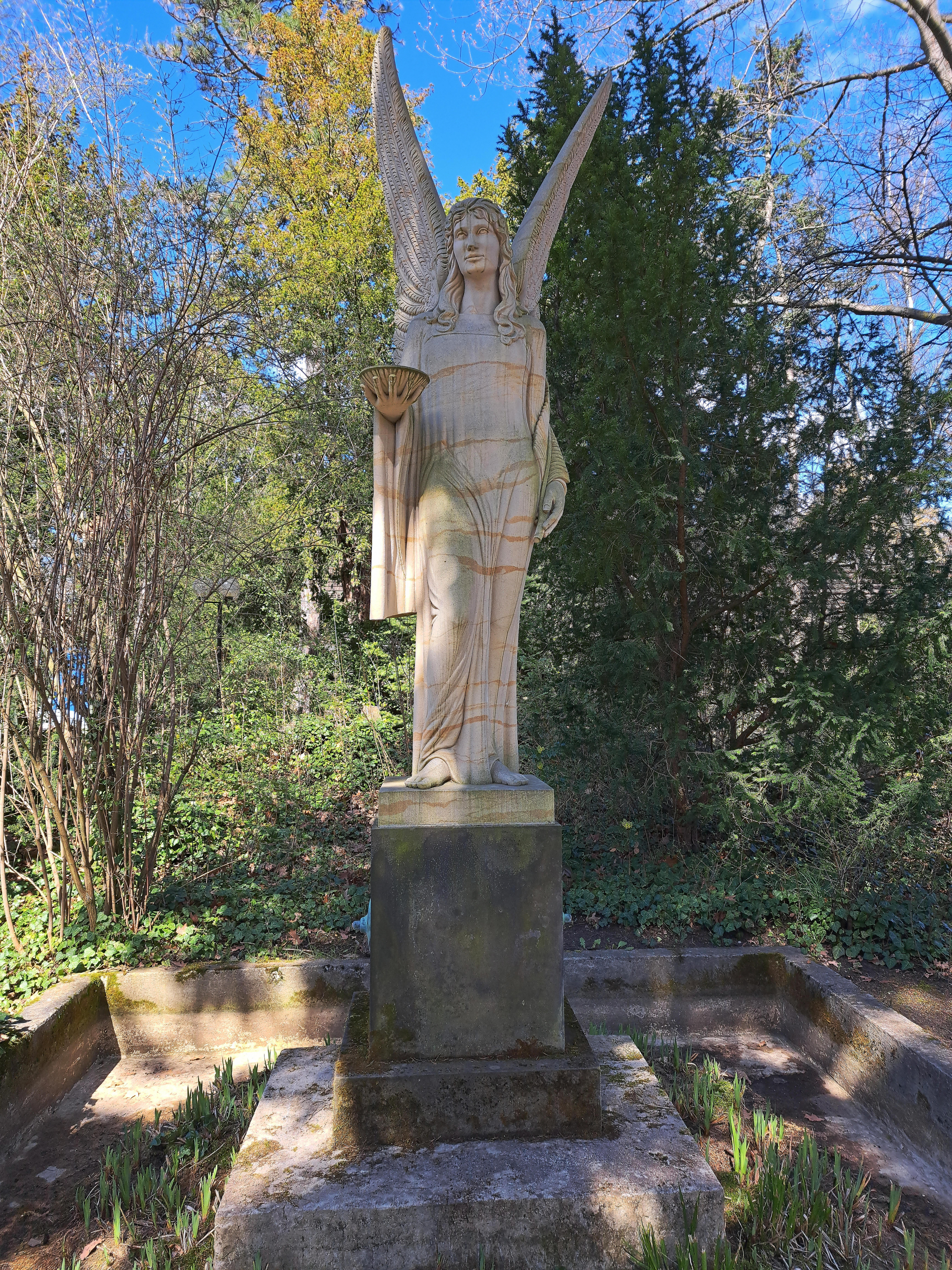
Museumspark, Brunnenengel

## Beschreibung
Denkmalpflegerisch handelt es sich bei dem Museumsanwesen um ein Ensemble aus „Villa, Blockhaus (Nebengebäude), Villengarten mit Bassin und Denkmal, dazu gestalteter Hain (einschließlich Teich) auf der gegenüber liegenden Straßenseite“, dazu sind die beiden Grünflächen ein Werk der Garten- und Landschaftsgestaltung. Im Einzelnen befinden sich auf dem ursprünglichen Wohngrundstück Mays und seiner Ehefrau ihr Wohnhaus Villa Shatterhand, und hinten in der Gartenanlage befindet sich die Villa Bärenfett, das Blockhaus von Patty Frank. Auf dem auf der Straße gegenüberliegenden Grundstück, dem ehemaligen Obstgarten Mays, befindet sich heute der ebenfalls denkmalgeschützte Karl-May-Hain.
Gesellschaftsrechtlich handelt es sich bei der Karl-May-Museum gGmbH um eine gemeinnützige GmbH.

## Geschichte
Der bereits in der Lößnitz ansässige Schriftsteller Karl May (1842–1912) kaufte am 16. Mai 1896 das fertige Anwesen, um dort einzuziehen. Einer anderen Quelle zufolge kaufte May das Anwesen bereits Ende 1895 für 37.300 Mark und zog am 14. Januar 1896 mit seiner ersten Frau Emma (1856–1917, 1903 geschieden) dort ein.
Noch 1896 ließ May oben an der Straßenfront den Schriftzug Villa „Shatterhand.“ anbringen. 1897 kaufte er auf der gegenüberliegenden Straßenseite noch ein Grundstück dazu und legte dort einen Obstgarten an.
Karl Mays Witwe Klara (1864–1944), seine zweite Ehefrau, ließ 1926 für den Wiener Artisten Ernst Tobis, der unter seinem Künstlernamen Patty Frank bekanntgeworden war, im Garten hinter dem Haus ein Blockhaus als Wohnhaus errichten, die Villa Bärenfett. In einem Anbau des Blockhauses wurde 1928 das Karl-May-Museum mit einer Indianerausstellung eröffnet. Patty Frank als Museumskustos hielt bis zu seinem Tode 1959 das Museum in der Villa Bärenfett offen. Genauso machte es seine Frau, die ihn zwei Jahre überlebte.
1932 legte der Karl-May-Verein in dem Obstgarten auf der gegenüberliegenden Straßenseite einen Gedächtnishain mit Wasserläufen und einem herzförmigen Wasserbecken an, auch wurde ein Granitfindling mit der Inschrift „Karl May“ sowie einer Bronzeplakette aufgerichtet.
Mit dem Tode Klara Mays 1944 ging die Villa in den Besitz der Karl-May-Stiftung über und wurde weiter als Wohnhaus genutzt.
Von 1965 bis zum Karl-May-Jahr 1985 diente es als Kinder-Hort der Radebeuler German-Titow-Oberschule.
Seit 1985 wird auch das ehemalige Wohnhaus Karl und Klara Mays, die Villa Shatterhand, als Sitz der biographischen Museumsabteilung sowie für Studien- und Ausstellungszwecke des Museums genutzt. 1992 wurde der Gedächtnishain zu einer öffentlichen Parkanlage umgestaltet.
Von 1960 bis 1994 wurden Karl Mays Arbeitszimmer und Bibliothek sowie vom Karl-May-Verlag und einem privaten Sammler zusammengetragene Gegenstände aus dem Leben der nordamerikanischen Indianer in einem Karl-May-Museum in Bamberg gezeigt. Nach der Rückführung des Nachlasses nach Radebeul wurde das Museum in Bamberg aufgelöst.
Im Jahr 2009 erhielt das Museum einen der beiden Spezialpreise des Sächsischen Museumspreises, gemeinsam mit dem Stadtmuseum Riesa; der Hauptpreis ging an das Museum für Naturkunde Chemnitz.
In Vorbereitung auf das Karl-May-Jahr 2012 wurde das Karl-May-Museum umgebaut. Neben dem Besucherzentrum entstand im Garten ein Karl-May-Erlebnispfad für Kinder und ein Haus für Museumspädagogik, die Villa Nscho-tschi. Sie wurde am 30. März 2012 eingeweiht.
Im Dezember 2013 wurde Rene Wagner entlassen, der 29 Jahre Chef des Museums und Geschäftsführer der Karl-May-Stiftung war. Die Stiftung ist Träger des Museums. Seine amtierende Nachfolgerin wurde die kaufmännische Direktorin Claudia Kaulfuß. Probleme bereiteten vor allem die stark gesunkenen Besucherzahlen. Konnten Ende der 1980er Jahre noch bis zu 250.000 Gäste pro Jahr gezählt werden, waren es 2013 nur noch 54.000. Im Jahr 2017 kamen mit 57.000 Besuchern wieder etwas mehr Gäste in die Ausstellung. Das Museum erwirtschaftet 70 Prozent der für den Betrieb benötigten Mittel selbst. Am 1. April 2018 übernahm der Museumsfachmann und Archäologe Christian Wacker die Direktion des Museums in Radebeul. Claudia Kaulfuß sollte sich in einer Doppelspitze mehr den kaufmännischen Aufgaben widmen. Schon einen Monat später wurde Kaulfuß allerdings überraschend ohne Bekanntgabe von Gründen fristlos entlassen. Später wurde klar, dass sie zusammen mit mindestens einem Mitglied des Stiftungsvorstandes einen Generalvertrag für einen Museumsneubau unterzeichnet hatte. Dieser hätte aber europaweit ausgeschrieben werden müssen. Der Plan für den Neubau blieb aktuell. Die Kosten sollen 7,5 Millionen Euro betragen, Baustart sollte 2021 sein.
Im Januar 2018 wurden dem Museum zwei wertvolle indianische Arbeiten aus Ton übergeben.
Überraschend gab das Museum im Mai 2020 die Auflösung des Vertrags mit dem Geschäftsführer Wacker bekannt. Dieser hatte um das Vertragsende zum 31. Mai gebeten. Die Nachfolge übernahm bis auf Weiteres der ehemalige Radebeuler Oberbürgermeister Volkmar Kunze.
Die Stadt Radebeul übernahm 2023 die Bauherrschaft für den geplanten, 6,5 Millionen Euro teuren Neubau eines Empfangsgebäudes. Im Juni 2025 war der erste Spatenstich, 2027 soll der Bau eröffnet werden.

## Waffen

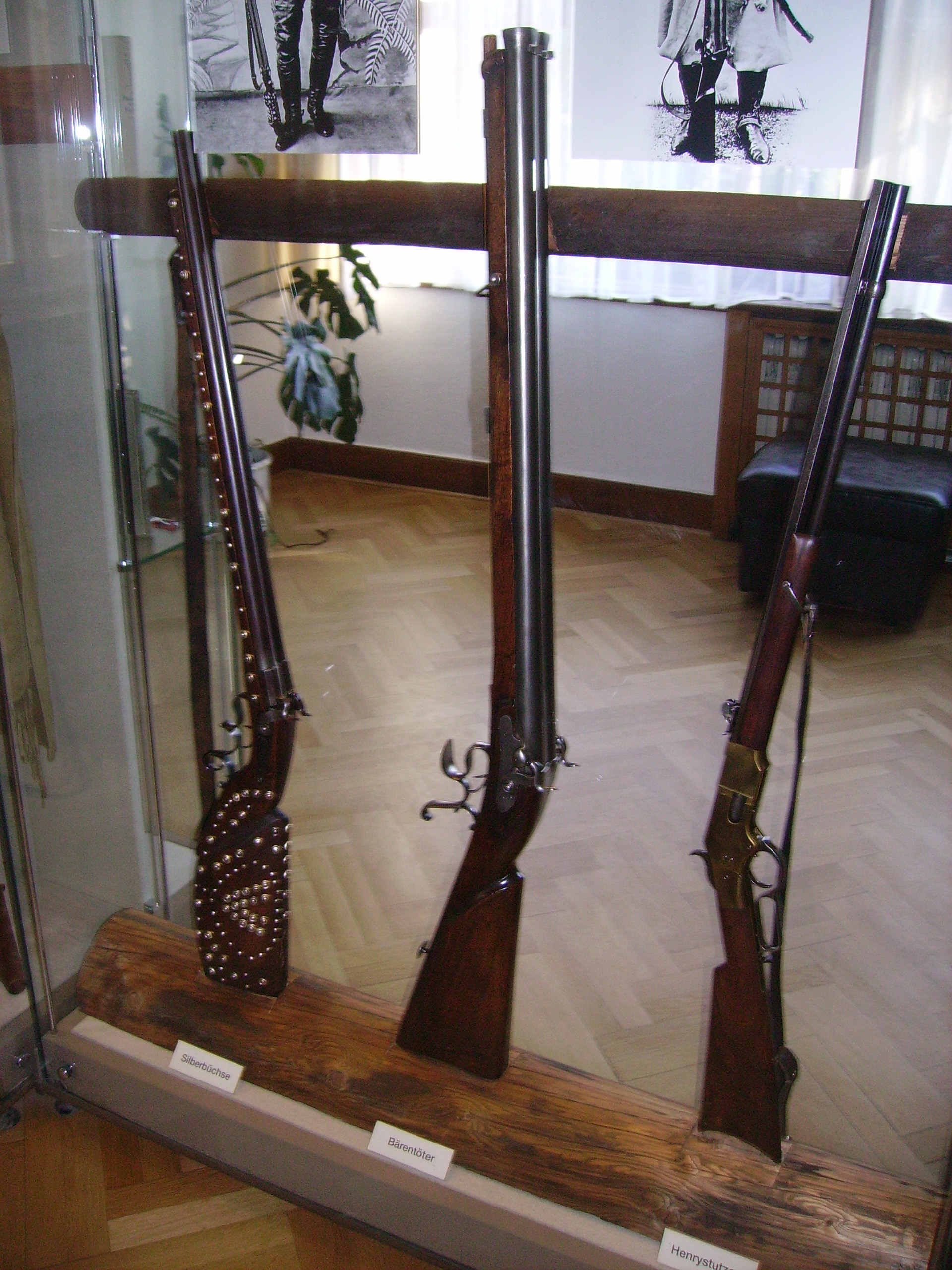
Silberbüchse, Bärentöter und „Henry-Stutzen“ (von links) im Karl-May-Museum Radebeul

Im Karl-May-Museum in Radebeul sind die drei legendären Gewehre ausgestellt, mit denen Karl May seine Helden ausstattete: Winnetous „Silberbüchse“ sowie Old Shatterhands bzw. Kara Ben Nemsis „Bärentöter“ und „Henrystutzen“. May hatte diese Figuren – und damit auch ihre Waffen – in den 1870er- und 1880er-Jahren ohne genaues Wissen der Waffentechnik konzipiert und erst mit dem wirtschaftlichen Erfolg in den 1890er-Jahren die hier ausgestellten Waffen nachträglich von einem Kötzschenbrodaer Büchsenmacher tatsächlich erworben. Bärentöter und Silberbüchse wurden eigens angefertigt. Als „Henrystutzen“ – eine reine Phantasiewaffe, die es so nie wirklich gab – kaufte May ein Winchester-Gewehr Modell 1866 mit Achtkantlauf.

### Henrystutzen

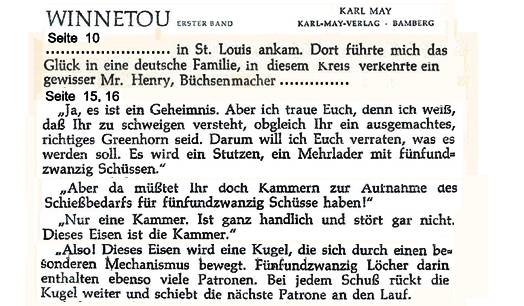
Karl May, Funktion Henrystutzen

Das ausgestellte Winchester-Gewehr Modell 1866 hat mit Mays Beschreibung des „Henrystutzens“ nichts gemein. Im Gegensatz zu Mays „Henrystutzen“ sind die Henry-Gewehre und ihre Vorgänger, die Volcanic-Gewehre Unterhebelrepetierer mit Kniegelenkverschluss und einem Röhrenmagazin. Einzige Gemeinsamkeit: Ein Modell der Volcanic-Gewehre hat wie Mays Stutzen eine Magazinkapazität von 25 Schuss. Die übrigen Merkmale entsprangen Mays Phantasie: das Schloss „eigenartiger Bauart“, die „sich exzentrisch bewegende Kugel“ als Magazin, automatisches Nachladen nach jedem Schuss, eine so eigenwillige Bedienung, dass die Waffe ohne Einweisung überhaupt nicht benutzbar ist, sowie der Status als verbliebenes Einzelstück von nur drei gefertigten Exemplaren.

## Kontroverse um Skalp-Exponate

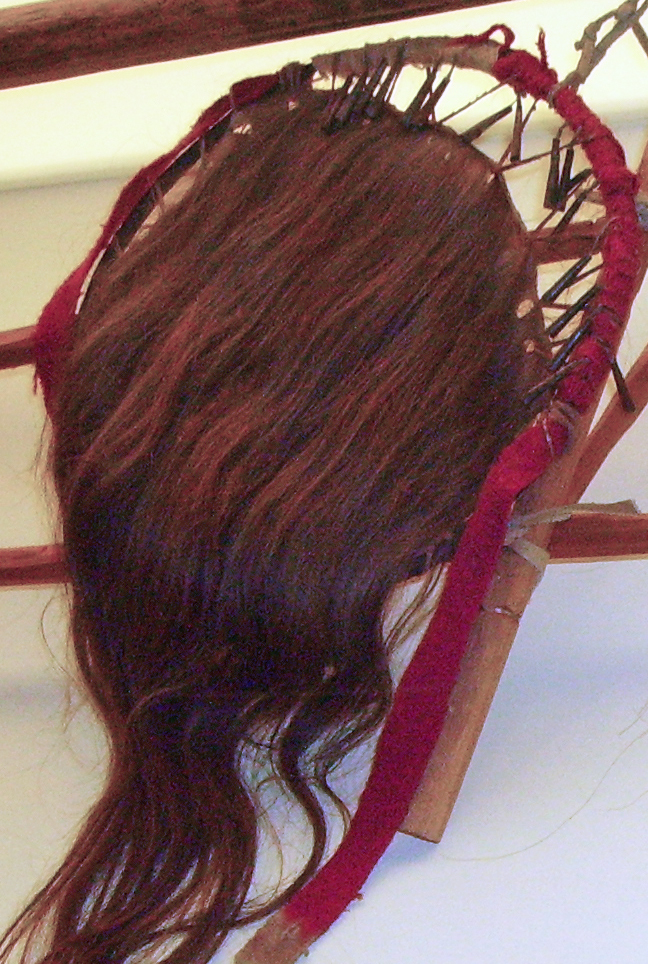
Einer der Skalpe im Museum (2009)

Im Jahr 2014 wurde bekannt, dass Vertreter des Indianervolkes Ojibwa gegen das Ausstellen von 17 Skalps protestieren. (In den USA ist das Ausstellen von Skalps seit 1990 verboten.) Sie fordern die Rückgabe der Stücke, besonders eines Exemplars, das nach ungesicherten Angaben des Museumsgründers, Patty Frank, von einem Ojibwa stammen könnte, um sie zu begraben. Die Skalps wurden daraufhin in das Depot gebracht. Im Jahr 2021 konnte eine Einigung mit dem Sault Ste. Marie Tribe of Chippewa Indians getroffen und die Repatriierung in die Wege geleitet werden. Am 12. April 2021 wurde der Skalp an den damaligen Generalkonsul der Vereinigten Staaten, Ken Toko und den Kulturattaché der US-Botschaft, David Mees übergeben.

## The Karl May Presentation
Anlässlich seines 100. Todestages eröffnete Anfang Mai 2012 für ein Jahr in der Westernstadt Tombstone, die in Luftlinie etwa 28 km von Radebeuls Partnerstadt Sierra Vista entfernt liegt, die Ausstellung The Karl May Presentation. Die nahe gelegene Apache Spirit Ranch sowie das Karl-May-Museum in Radebeul unterstützten die Ausstellung mit zahlreichen Exponaten. Ergänzt wurden die Leihgaben aus Deutschland um indianische Originalgegenstände wie Tomahawks oder kunstvoll verzierte Mokassins. Schautafeln illustrierten das Leben der amerikanischen Ureinwohner und deckten auf, inwieweit der durch Filme und Bücher genährte Mythos mit der Wirklichkeit übereinstimmt. Bereits 2009 war der Vorläufer der aktualisierten Ausstellung an gleicher Stelle gezeigt worden.